# Desert of Desolation
Desert of Desolation é uma compilação de módulos de aventura publicado pela TSR para o jogo de RPG de fantasia Dungeons & Dragons (D&D). Ele combina três módulos individuais publicados anteriormente: Pharaoh, Oasis of the White Palm e Lost Tomb of Martek. Os módulos foram feitos para uso com a primeira edição das regras de Advanced Dungeons & Dragons (AD&D). Pharaoh foi escrita por Tracy e Laura Hickman logo após se casarem em 1977 e publicado pela TSR em 1982.:102 Oasis of the White Palm teve colaboração entre Tracy Hickman e Philip Meyers,:102 e Hickman escreveu Lost Tomb of Martek por conta própria; ambos foram impressos em 1983.:102
Cada módulo é uma aventura de estilo egípcio. Os módulos individuais foram bem recebidos pelos críticos no momento de seu lançamento, e a coletânea recebeu elogios no início dos anos 2000.